# Кадастрова карта
Кадастрова карта — дуже точна великомасштабна карта (як правило, щонайменше 1: 5000 або більше), що описує право власності на земельні ділянки. Також може описувати пов'язані властивості, наприклад, оцінку, форми використання.

## Публічна кадастрова карта України
Публічна кадастрова карта України з 1 січня 2013 року стала доступною на офіційному вебсайті Держземагентства. В електронних шарах публічної кадастрової карти міститься великий обсяг інформації: цифрова карта України (ортофотоплани), кордони України, межі областей, кордони районів, межі населених пунктів, індексно-кадастрові карти, земельні ділянки та їх межі, кадастровий номер ділянки, форма власності, цільове призначення, площа, а також карта ґрунтів України. Як оглядова карта використовується карта генштабу.[джерело?]
Надалі будуть додаватися й інші шари. Станом на грудень 2019 року додані наступні шари:
1. Шар «Оглядова карта (ЦДЗК)» — це шар, який відображає оглядову карту України. Шар підготовлений в рамках виконання бюджетної програми 2012 року щодо створення автоматизованої системи Державного земельного кадастру. Шар не містить відомостей Державного земельного кадастру і призначений для зручності навігації на карті при пошуку і перегляді інформації.
2. Шар «Оглядова карта (ТЕСТ)» — це шар, який відображає докладну і безплатну карту України. Шар створений на підставі відкритих даних міжнародного вебкартографічного проєкту OpenStreetMap. Шар редагується, оновлюється, доповнюється та підтримується адміністратором Державного земельного кадастру. Шар не містить відомостей Державного земельного кадастру і призначений для зручності навігації на карті при пошуку і перегляді інформації.
3. Шар «Карта масштабу М 1:100 000» — це шар, який відображає растрове зображення топографічної карти М 1:100000. Шар не містить відомостей Державного земельного кадастру і призначений для зручності навігації на карті при пошуку і перегляді інформації.
4. Шар «Ортофотоплани» — це шар, який відображає ортофотоплани масштабу 1:10 000, створені в рамках виконання Угоди про позику (Проєкт «Видача державних актів на право власності на землю у сільській місцевості та розвиток системи кадастру») між Україною та Міжнародним банком реконструкції та розвитку від 17 жовтня 2003 року. Відповідно до постанови Кабінету Міністрів України від 17 жовтня 2012 року № 1051 «Про затвердження Порядку ведення Державного земельного кадастру», містить відомості Державного земельного кадастру щодо картографічної основи Державного земельного кадастру.
5. Шар «Ортофотоплани (м. Київ)» — це шар, який відображає ортофотоплани, виготовлені в рамках договору між Центром ДЗК та Комунальним підприємством «Київський інститут земельних відносин» від 09.04.2014 № 1400990100008. Шар не містить відомостей Державного земельного кадастру і призначений для зручності навігації на карті при пошуку і перегляді інформації.
6. Шар «Ґрунти» — це шар, який містить інформацію про ґрунтовий покрив України. Шар створено шляхом векторизації карти ґрунтів України М 1:200 000 у рамках виконання бюджетної програми 2012 року щодо створення автоматизованої системи Державного земельного кадастру. Шар не містить відомостей Державного земельного кадастру і має інформаційний характер щодо ґрунтового покриву України.
7. Шар «Кадастровий поділ» — це шар, який містить інформацію про кадастровий поділ України: межі індексних кадастрових карт (лінії зеленого кольору) та земельні ділянки (полігони голубого кольору). Шар містить відомості Державного земельного кадастру щодо земельних ділянок та індексно кадастрових карт.
8. Шар «Ділянки з помилками геометрії» — це шар, який відображає межі земельних ділянок, які мають помилки у значеннях координат поворотних точок меж цих об'єктів від значень, що відповідають їх фактичному місцю розташування в натурі (на місцевості), і щодо яких проводяться заходи із коригування таких відомостей відповідно до вимог Порядку ведення Державного земельного кадастру, затвердженого постановою КМУ від 17.10.2012 № 1051. Шар містить відомості Державного земельного кадастру щодо земельних ділянок, які мають помилки в геометрії.
9. Шар «Архівні ділянки» — це шар, який відображає контури земельних ділянок, які набули статусу архівних. Шар має інформативний характер.
10. Шар «Обмеження у використанні земель» — це шар, який відображає межі обмеження у використанні земель, встановлені законом, які внесено до Державного земельного кадастру. Шар містить відомості Державного земельного кадастру щодо обмежень у використанні земель.
11. Шар «Розпорядження с/г землями» — це шар, який відображає (підсвічує синім або зеленим кольорами) земельні ділянки, на які видано наміри (накази про надання дозволу на розробку документації із землеустрою) та накази про надання земельної ділянки у власність (накази про затвердження документації із землеустрою та надання земельної ділянки у власність). Шар не містить відомостей Державного земельного кадастру і має інформативний характер.
12. Шар «АТУ» — це шар, який відображає межі адміністративно-територіальних одиниць України (межі населених пунктів, районів і т. д.), які внесено до Державного земельного кадастру. Шар містить офіційні відомості Державного земельного кадастру щодо меж адміністративно-територіальних одиниць.
13. Шар «Обласні центри» — це шар, який відображає інформацію щодо обласних центрів України. Шар не містить відомостей Державного земельного кадастру та призначений лише для зручності навігації по карті.
14. Шар «Місце розташування ЦНАП» — це точковий шар, якій відображає інформацію про Центри надання адміністративних послуг. Шар не містить офіційних відомостей Державного земельного кадастру та призначений лише для зручності навігації по карті.
15. Шар «Умовна прибережна захисна смуга» — шар умовної прибережної захисної смуги, який отримано в автоматичному режимі з урахуванням норм статті 60 Земельного кодексу України (без урахування крутизни схилів). Шар має інформаційний характер.
16. Шар «Незареєстровані території» — шар територій за межами населених пунктів, інформація про які не внесена до автоматизованої системи Державного земельного кадастру. Площа незареєстрованих земель розрахована в розрізі місцевих рад. Шар має інформаційний характер. Для завантаження загальної статистики по Україні перейдіть за посиланням Незареєстровані території станом на 01.10.2019
17. Шар «Ліси» — шар меж земель лісового фонду. Шар отримано в рамках інформаційної взаємодії з державним лісовим кадастром. Шар не містить офіційних відомостей Державного земельного кадастру та має інформативний характер.
18. Шар «Природно-заповідний фонд» — шар відображає межі об'єктів природно-заповідного фонду України. Шар не містить офіційних відомостей Державного земельного кадастру та має інформативний характер.
19. Шар «Геонадра (спец. дозволи)» — шар відображає спецдозволи, які видано Державною службою геології та надр України на користування надрами. Шар не містить офіційних відомостей Державного земельного кадастру та має інформативний характер.
20. Шар «Державний нагляд за землями»
21. Шар «Родовища корисних копалин»
22. Шар «Нафтогазові свердловини»
23. Шар «Смарагдова мережа»